# Élections législatives de 1993 dans le Var
Les élections législatives françaises de 1993 se déroulent les 21 et 28 mars 1993. Dans le département du Var, sept députés sont à élire dans le cadre de sept circonscriptions.

## Élus
| Circonscription | Député sortant    | Parti | Parti    | Député élu ou réélu | Parti | Parti    |
| --------------- | ----------------- | ----- | -------- | ------------------- | ----- | -------- |
| 1re             | Daniel Colin      |       | UDF (PR) | Daniel Colin        |       | UDF (PR) |
| 2e              | Louis Colombani   |       | UDF (PR) | Louis Colombani     |       | UDF (PR) |
| 3e              | Yann Piat         |       | UDF (PR) | Yann Piat           |       | UDF (PR) |
| 4e              | Jean-Michel Couve |       | RPR      | Jean-Michel Couve   |       | RPR      |
| 5e              | François Léotard  |       | UDF (PR) | François Léotard    |       | UDF (PR) |
| 6e              | Hubert Falco      |       | UDF (PR) | Hubert Falco        |       | UDF (PR) |
| 7e              | Arthur Paecht     |       | UDF (PR) | Arthur Paecht       |       | UDF (PR) |

## Positionnement des partis
Les candidats d'alliance RPR-UDF et divers droite se présentent sous la bannière de l'Union pour la France et ceux du Parti socialiste derrière l'Alliance des Français pour le Progrès. Par ailleurs, Les Verts et Génération écologie s'unissent sous l'étiquette Entente des écologistes.

## Résultats

### Résultats à l'échelle du département
| Parti          | Parti                                       | Premier tour | Premier tour | Second tour | Second tour | Sièges |
| Parti          | Parti                                       | Voix         | %            | Voix        | %           | Sièges |
| -------------- | ------------------------------------------- | ------------ | ------------ | ----------- | ----------- | ------ |
|                | Union pour la démocratie française          | 118 201      | 31,83        | 160 573     | 52,07       | 6      |
|                | Rassemblement pour la République            | 25 233       | 6,80         | 32 593      | 10,57       | 1      |
|                | Divers droite                               | 17 439       | 4,70         | 15 870      | 5,15        | 0      |
|                | Centre national des indépendants et paysans | 3 024        | 0,81         |             |             | 0      |
|                | Union pour la France                        | 163 897      | 44,14        | 209 036     | 67,79       | 7      |
|                |                                             |              |              |             |             |        |
|                | Parti socialiste                            | 42 916       | 11,56        |             |             | 0      |
|                | Divers gauche                               | 3 497        | 0,94         | 0           |             |        |
|                | Mouvement des radicaux de gauche            | 3 255        | 0,88         | 0           |             |        |
|                | Alliance des Français pour le progrès       | 49 668       | 13,38        |             |             | 0      |
|                |                                             |              |              |             |             |        |
|                | Les Verts                                   | 14 924       | 4,02         |             |             | 0      |
|                | Génération écologie                         | 11 592       | 3,12         | 0           |             |        |
|                | Entente des écologistes                     | 26 516       | 7,14         |             |             | 0      |
|                |                                             |              |              |             |             |        |
|                | Front national                              | 79 849       | 21,50        | 99 336      | 32,21       | 0      |
|                | Parti communiste français                   | 37 928       | 10,21        |             |             | 0      |
|                | Divers écologiste dont LT-LNÉ               | 11 057       | 2,98         | 0           |             |        |
|                | Mouvement des citoyens                      | 1 317        | 0,35         | 0           |             |        |
|                | Divers                                      | 551          | 0,15         | 0           |             |        |
|                | Extrême droite                              | 543          | 0,15         | 0           |             |        |
|                |                                             |              |              |             |             |        |
| Inscrits       | Inscrits                                    | 579 477      | 100,00       | 579 409     | 100,00      | 7      |
| Abstentions    | Abstentions                                 | 191 611      | 33,07        | 212 175     | 36,62       |        |
| Votants        | Votants                                     | 387 866      | 66,93        | 367 234     | 63,38       |        |
| Blancs et nuls | Blancs et nuls                              | 16 540       | 4,26         | 58 862      | 16,03       |        |
| Exprimés       | Exprimés                                    | 371 326      | 95,74        | 308 372     | 83,97       |        |

### Résultats par circonscription

#### Première circonscription (Toulon-Centre)
| Candidat       | Candidat                   | Parti          | Premier tour | Premier tour | Second tour | Second tour |  |
| Candidat       | Candidat                   | Parti          | Voix         | %            | Voix        | %           |  |
| -------------- | -------------------------- | -------------- | ------------ | ------------ | ----------- | ----------- |  |
|                | Daniel Colin sortant réélu | UDF (PR)       | 12 434       | 37,94        | 17 277      | 60,99       |  |
|                | Jean-Marie Le Chevallier   | FN             | 9 109        | 27,8         | 11 051      | 39,01       |  |
|                | Gérard Maestracci          | PS (ADFP)      | 2 817        | 8,6          |             |             |  |
|                | Alain Bolla                | PCF            | 2 713        | 8,28         |             |             |  |
|                | Guy Le Berre               | GÉ (EÉ)        | 2 454        | 7,49         |             |             |  |
|                | Jacques Croidieu           | CNIP           | 1 730        | 5,28         |             |             |  |
|                | Stéphane Mejri             | LT-LNÉ         | 926          | 2,83         |             |             |  |
|                | Gérard Martin              | MDC            | 588          | 1,79         |             |             |  |
|                |                            |                |              |              |             |             |  |
| Inscrits       | Inscrits                   | Inscrits       | 53 727       | 100,00       | 53 727      | 100,00      |  |
| Abstentions    | Abstentions                | Abstentions    | 19 738       | 36,74        | 21 255      | 39,56       |  |
| Votants        | Votants                    | Votants        | 33 989       | 63,26        | 32 472      | 60,44       |  |
| Blancs et nuls | Blancs et nuls             | Blancs et nuls | 1 218        | 3,58         | 4 144       | 12,76       |  |
| Exprimés       | Exprimés                   | Exprimés       | 32 771       | 96,42        | 28 328      | 87,24       |  |

#### Deuxième circonscription (Toulon-Nord)
| Candidat       | Candidat                        | Parti          | Premier tour | Premier tour | Second tour | Second tour |  |
| Candidat       | Candidat                        | Parti          | Voix         | %            | Voix        | %           |  |
| -------------- | ------------------------------- | -------------- | ------------ | ------------ | ----------- | ----------- |  |
|                | Louis Colombani sortant réélu   | UDF (PR)       | 11 748       | 34,29        | 17 490      | 60,72       |  |
|                | Jean-Claude Lunardelli          | FN             | 8 999        | 26,27        | 11 313      | 39,28       |  |
|                | Danielle de March               | PCF            | 3 890        | 11,36        |             |             |  |
|                | Alexandre Hory                  | MRG (ADFP)     | 3 255        | 9,5          |             |             |  |
|                | Michel Casanova                 | Les Verts (EÉ) | 2 415        | 7,05         |             |             |  |
|                | Philippe Malaud                 | CNIP           | 1 294        | 3,78         |             |             |  |
|                | André Martin                    | LT-LNÉ         | 1 169        | 3,41         |             |             |  |
|                | Georges Randon                  | MDC            | 729          | 2,13         |             |             |  |
|                | Guy de Courson de La Villeneuve | Divers droite  | 392          | 1,14         |             |             |  |
|                | Georges Missud                  | UDI            | 220          | 0,64         |             |             |  |
|                | Sabine Besse                    | Divers         | 146          | 0,43         |             |             |  |
|                |                                 |                |              |              |             |             |  |
| Inscrits       | Inscrits                        | Inscrits       | 55 789       | 100,00       | 55 789      | 100,00      |  |
| Abstentions    | Abstentions                     | Abstentions    | 19 900       | 35,67        | 21 862      | 39,19       |  |
| Votants        | Votants                         | Votants        | 35 889       | 64,33        | 33 927      | 60,81       |  |
| Blancs et nuls | Blancs et nuls                  | Blancs et nuls | 1 632        | 4,55         | 5 124       | 15,1        |  |
| Exprimés       | Exprimés                        | Exprimés       | 34 257       | 95,45        | 28 803      | 84,9        |  |

#### Troisième circonscription (Hyères)
| Candidat       | Candidat                  | Parti          | Premier tour | Premier tour | Second tour | Second tour |  |
| Candidat       | Candidat                  | Parti          | Voix         | %            | Voix        | %           |  |
| -------------- | ------------------------- | -------------- | ------------ | ------------ | ----------- | ----------- |  |
|                | Yann Piat sortante réélue | UDF (PR)       | 15 707       | 26,57        | 21 427      | 42,4        |  |
|                | Joseph Sercia             | Divers droite  | 12 124       | 20,51        | 15 870      | 31,41       |  |
|                | Jean-Jacques Gérardin     | FN             | 11 608       | 19,63        | 13 233      | 26,19       |  |
|                | Roland Joffre             | PS (ADFP)      | 6 490        | 10,98        |             |             |  |
|                | Serge Nanni               | PCF            | 5 094        | 8,62         |             |             |  |
|                | Maurice Franceschi        | GÉ (EÉ)        | 4 688        | 7,93         |             |             |  |
|                | Patricia Calzetta         | LT-LNÉ         | 1 974        | 3,34         |             |             |  |
|                | Christian Palmade         | UDI            | 1 435        | 2,43         |             |             |  |
|                |                           |                |              |              |             |             |  |
| Inscrits       | Inscrits                  | Inscrits       | 91 498       | 100,00       | 91 498      | 100,00      |  |
| Abstentions    | Abstentions               | Abstentions    | 29 718       | 32,48        | 32 298      | 35,3        |  |
| Votants        | Votants                   | Votants        | 61 780       | 67,52        | 59 200      | 64,7        |  |
| Blancs et nuls | Blancs et nuls            | Blancs et nuls | 2 660        | 4,31         | 8 670       | 14,65       |  |
| Exprimés       | Exprimés                  | Exprimés       | 59 120       | 95,69        | 50 530      | 85,35       |  |

#### Quatrième circonscription (Draguignan)
| Candidat       | Candidat                        | Parti          | Premier tour | Premier tour | Second tour | Second tour |  |
| Candidat       | Candidat                        | Parti          | Voix         | %            | Voix        | %           |  |
| -------------- | ------------------------------- | -------------- | ------------ | ------------ | ----------- | ----------- |  |
|                | Jean-Michel Couve sortant réélu | RPR (UPF)      | 25 233       | 42,1         | 32 593      | 67,34       |  |
|                | Jean-Louis Bouguereau           | FN             | 12 543       | 20,93        | 15 811      | 32,66       |  |
|                | Christian Martin                | PS (ADFP)      | 11 041       | 18,42        |             |             |  |
|                | Alain Moreu                     | GÉ (EÉ)        | 4 450        | 7,42         |             |             |  |
|                | Jean-Pierre Nardini             | PCF            | 4 029        | 6,72         |             |             |  |
|                | Jocelyne Fraysse                | LT-LNÉ         | 2 098        | 3,5          |             |             |  |
|                | Patrice Lallouette              | AP             | 543          | 0,91         |             |             |  |
|                |                                 |                |              |              |             |             |  |
| Inscrits       | Inscrits                        | Inscrits       | 90 442       | 100,00       | 90 385      | 100,00      |  |
| Abstentions    | Abstentions                     | Abstentions    | 27 572       | 30,49        | 30 774      | 34,05       |  |
| Votants        | Votants                         | Votants        | 62 870       | 69,51        | 59 611      | 65,95       |  |
| Blancs et nuls | Blancs et nuls                  | Blancs et nuls | 2 933        | 4,67         | 11 207      | 18,8        |  |
| Exprimés       | Exprimés                        | Exprimés       | 59 937       | 95,33        | 48 404      | 81,2        |  |

#### Cinquième circonscription (Fréjus)
| Candidat       | Candidat                       | Parti          | Premier tour | Premier tour | Second tour | Second tour |  |
| Candidat       | Candidat                       | Parti          | Voix         | %            | Voix        | %           |  |
| -------------- | ------------------------------ | -------------- | ------------ | ------------ | ----------- | ----------- |  |
|                | François Léotard sortant réélu | UDF (PR)       | 25 126       | 47,26        | 30 774      | 67,73       |  |
|                | Sylvain Ferrua                 | FN             | 11 188       | 21,04        | 14 660      | 32,27       |  |
|                | Serge Rambaud                  | PS (ADFP)      | 7 120        | 13,39        |             |             |  |
|                | Michel Ruby                    | Les Verts (EÉ) | 2 921        | 5,49         |             |             |  |
|                | Bernard Barbagelata            | PCF            | 2 688        | 5,06         |             |             |  |
|                | René Espanol                   | Divers droite  | 1 540        | 2,9          |             |             |  |
|                | Mireille Coclin                | LT-LNÉ         | 1 502        | 2,83         |             |             |  |
|                | Violette Derungs               | UDI            | 1 079        | 2,03         |             |             |  |
|                |                                |                |              |              |             |             |  |
| Inscrits       | Inscrits                       | Inscrits       | 81 854       | 100,00       | 81 848      | 100,00      |  |
| Abstentions    | Abstentions                    | Abstentions    | 26 585       | 32,48        | 28 924      | 35,34       |  |
| Votants        | Votants                        | Votants        | 55 269       | 67,52        | 52 924      | 64,66       |  |
| Blancs et nuls | Blancs et nuls                 | Blancs et nuls | 2 105        | 3,81         | 7 490       | 14,15       |  |
| Exprimés       | Exprimés                       | Exprimés       | 53 164       | 96,19        | 45 434      | 85,85       |  |

#### Sixième circonscription (Brignoles)
| Candidat       | Candidat                   | Parti          | Premier tour | Premier tour | Second tour | Second tour |  |
| Candidat       | Candidat                   | Parti          | Voix         | %            | Voix        | %           |  |
| -------------- | -------------------------- | -------------- | ------------ | ------------ | ----------- | ----------- |  |
|                | Hubert Falco sortant réélu | UDF (PR)       | 32 621       | 43,36        | 43 382      | 71,57       |  |
|                | Monique Lesieur            | FN             | 14 238       | 18,92        | 17 231      | 28,43       |  |
|                | Maurice Janetti            | PS (ADFP)      | 10 351       | 13,76        |             |             |  |
|                | Guy Guigou                 | PCF            | 9 874        | 13,12        |             |             |  |
|                | Gérard Dauvergne           | Les Verts (EÉ) | 5 895        | 7,84         |             |             |  |
|                | Jean-Pierre Coudert        | UÉD            | 1 245        | 1,65         |             |             |  |
|                | Roger Klein                | LT-LNÉ         | 614          | 0,82         |             |             |  |
|                | Jacques Bastide            | UDI            | 399          | 0,53         |             |             |  |
|                |                            |                |              |              |             |             |  |
| Inscrits       | Inscrits                   | Inscrits       | 111 615      | 100,00       | 111 610     | 100,00      |  |
| Abstentions    | Abstentions                | Abstentions    | 32 628       | 29,23        | 37 494      | 33,59       |  |
| Votants        | Votants                    | Votants        | 78 987       | 70,77        | 74 116      | 66,41       |  |
| Blancs et nuls | Blancs et nuls             | Blancs et nuls | 3 750        | 4,75         | 13 503      | 18,22       |  |
| Exprimés       | Exprimés                   | Exprimés       | 75 237       | 95,25        | 60 613      | 81,78       |  |

#### Septième circonscription (La Seyne-sur-Mer)
| Candidat       | Candidat                    | Parti          | Premier tour | Premier tour | Second tour | Second tour |  |
| Candidat       | Candidat                    | Parti          | Voix         | %            | Voix        | %           |  |
| -------------- | --------------------------- | -------------- | ------------ | ------------ | ----------- | ----------- |  |
|                | Arthur Paecht sortant réélu | UDF (PR)       | 20 565       | 36,18        | 30 223      | 65,33       |  |
|                | Claude Lecocq               | FN             | 12 164       | 21,4         | 16 037      | 34,67       |  |
|                | Maurice Paul                | PCF            | 9 640        | 16,96        |             |             |  |
|                | Bernard Périn               | PS (ADFP)      | 5 097        | 8,97         |             |             |  |
|                | Philippe Guinet             | Les Verts (EÉ) | 3 693        | 6,5          |             |             |  |
|                | Patrick Martinenq           | Divers gauche  | 3 497        | 6,15         |             |             |  |
|                | Éliane Calzetta             | LT-LNÉ         | 1 529        | 2,69         |             |             |  |
|                | Philippe Duvault            | Divers         | 405          | 0,71         |             |             |  |
|                | Pierre Dequênes             | UDI            | 250          | 0,44         |             |             |  |
|                |                             |                |              |              |             |             |  |
| Inscrits       | Inscrits                    | Inscrits       | 94 552       | 100,00       | 94 552      | 100,00      |  |
| Abstentions    | Abstentions                 | Abstentions    | 35 470       | 37,51        | 39 568      | 41,85       |  |
| Votants        | Votants                     | Votants        | 59 082       | 62,49        | 54 984      | 58,15       |  |
| Blancs et nuls | Blancs et nuls              | Blancs et nuls | 2 242        | 3,79         | 8 724       | 15,87       |  |
| Exprimés       | Exprimés                    | Exprimés       | 56 840       | 96,21        | 46 260      | 84,13       |  |